# Hans Leijtens
Hans Leijtens (Tilburg, 26 marzo 1963) è un generale e funzionario olandese comandante della Polizia Militare Reale dal 2019 al 2022 e direttore esecutivo dell'Agenzia europea della guardia di frontiera e costiera dal 20 dicembre 2022.

## Carriera militare

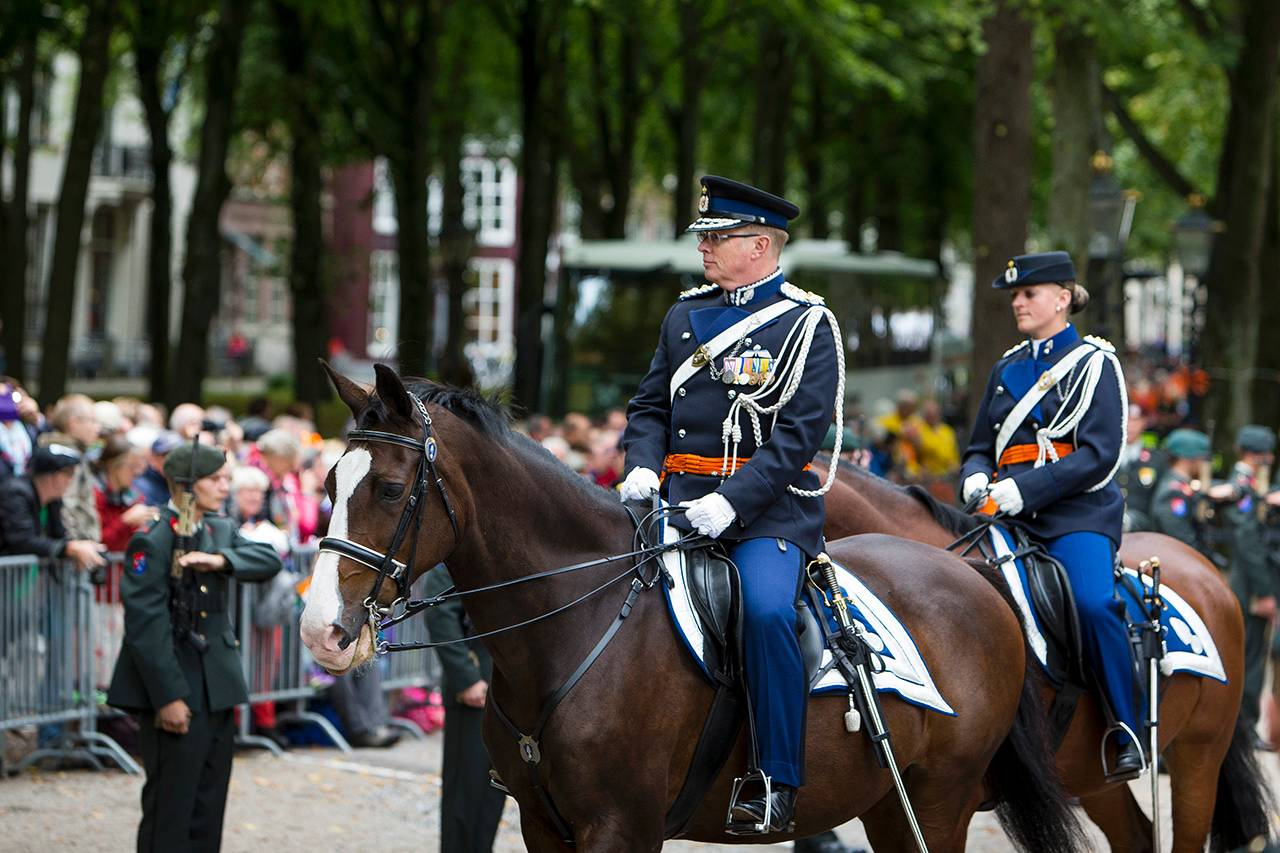
Leijtens in qualità di governatore della residenza, ispeziona la guardia d'onore il giorno del principe 2015

Dal 1981 al 1985, Leijtens ha studiato sociologia e psicologia presso l'Accademia militare reale di Breda. Dal 1985 al 1987 è stato comandante di plotone della 13 batteria di artiglieria antiaerea corazzata 'Ypenburg' dell'esercito reale dei Paesi Bassi .
Dal 1988 al 1989 è stato addestrato come ufficiale con la Koninklijke Marechaussee presso il centro di addestramento della Marechaussee nella caserma Koning Willem III ad Apeldoorn. Nel 1989 Leijtens si unì alla Koninklijke Marechaussee. Qui è stato capo del servizio operativo del servizio di polizia distrettuale di Schiphol dal 1992 al 1996. Nel 1996 ha lasciato l'esercito per diventare consulente presso Mercuri Urval, ma nel 2003 è rientrato nell'esercito. Durante quel periodo ha studiato amministrazione pubblica all'Università di Leida.
Dal 2003 al 2004 ha insegnato giurisprudenza e scienze di polizia presso l'Accademia militare reale. Ha poi lavorato come consulente politico presso il Ministero della Difesa dal 2004 al 2007. Nel 2008 Leijtens ha conseguito il dottorato di ricerca con una tesi a Leida sulla ricerca sulla gestione orientata ai risultati presso la Koninklijke Marechaussee.
Hans Leijtens divenne successivamente comandante del distretto meridionale della Marechaussee dei Paesi Bassi e comandante del comando del contingente in Afghanistan. Dal 2011 è stato vice comandante della Koninklijke Marechaussee e il 31 maggio 2012 ha assunto il comando della Koninklijke Marechaussee dal tenente generale Dick van Putten al Binnenhof all'Aia.
Il 5 novembre 2015 Leijtens si è dimesso dalla carica di comandante della Koninklijke Marechaussee. Il suo successore fu Harry van den Brink. Durante il trasferimento del comando, Leijtens fu nominato Ufficiale dell'Ordine di Orange-Nassau con le Spade per i suoi meriti.
Dal 2 settembre 2019 Leijtens ha assunto nuovamente la carica di comandante della Koninklijke Marechaussee, succedendo al tenente generale Harry van den Brink, che a sua volta è succeduto a Leijtens nella stessa posizione.
In qualità di comandante della Marechaussee dei Paesi Bassi, Leijtens è anche Governatore della Residenza. Il Governatore della Residenza è responsabile del cerimoniale militare all'Aia.

## Incarichi
Il 1º novembre 2015 Leijtens è stato nominato direttore generale dell'amministrazione fiscale e doganale. Il 13 gennaio 2017 è stato annunciato che si sarebbe dimesso dall'incarico presso l'Agenzia delle Entrate con effetto immediato. Gli successe Jaap Uijlenbroek.
Il 20 dicembre 2022 è stato nominato direttore esecutivo dell'Agenzia europea della guardia di frontiera e costiera.

## Vita privata
Hans Leijtens è sposato con Monica den Boer, professoressa all'Accademia di difesa olandese ed ex membro del Parlamento per D66.